# Le Bouveret
Le Bouveret (toponimo francese) è una frazione del comune svizzero di Port-Valais, con meno di mille abitanti, situata nel Canton Vallese (distretto di Monthey).

## Geografia fisica
Le Bouveret è situato a sud del Lago di Ginevra e in prossimità della frontiera francese.

## Storia
Nel 1928 venne fondato un convento benedettino a Corbières che, successivamente, fu trasferito a Le Bouveret (com. Port-Valais, 1956), e trasformato nel 1961 in un'abbazia direttamente sottoposta al primate. Tra il 1965 e il 1982 i benettini di questa abbazia redassero una raccolta in sei volumi di colofoni (Bénédectins du Bouveret, Colophons de manuscrits occidenteaux des origines au XVIe siècle), oggi chiamati "sottoscrizioni finali", cioè le annotazioni che il copista apponeva sul manoscritto.

## Monumenti e luoghi d'interesse

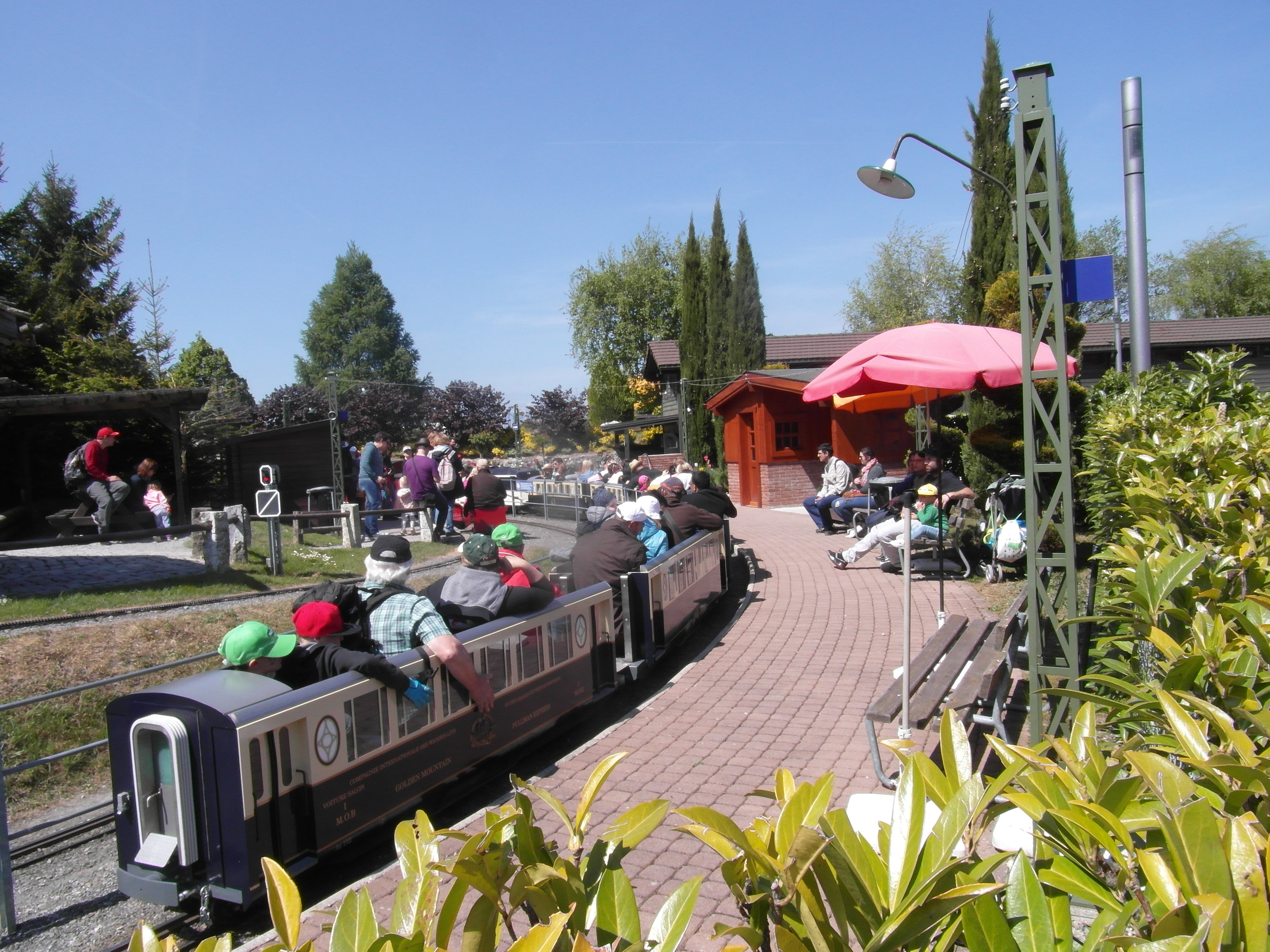
Lo Swiss Vapeur Parc

- Swiss Vapeur Parc, aperto nel 1987[3];
- Aquaparc, aperto nel 1999[3].

## Cultura
È presente una delle due sedi dell'istituto alberghiero "César Ritz", fondato nel 1986.

## Infrastrutture e trasporti

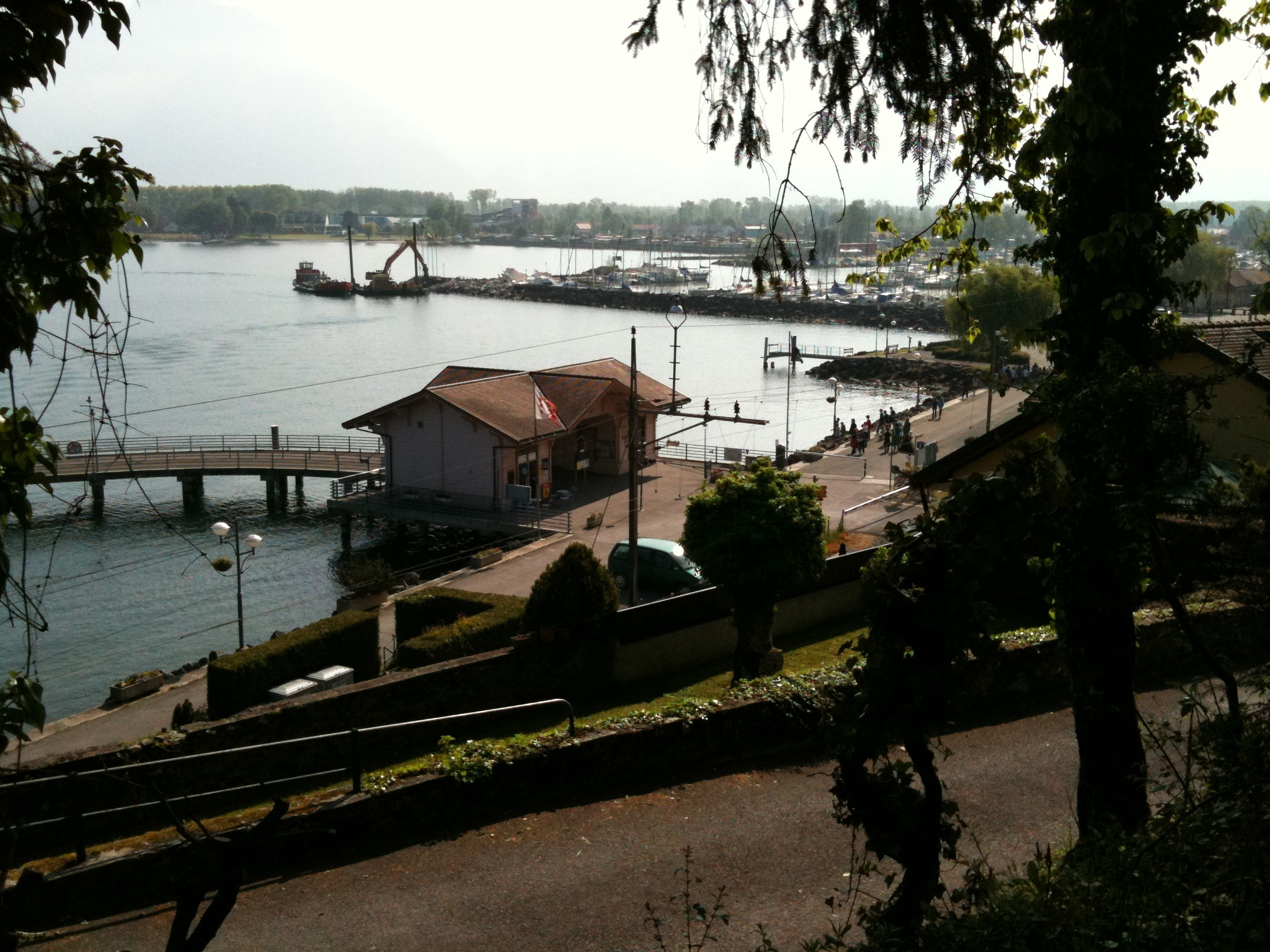
La stazione di Le Bouveret

Le Bouveret è servito dall'omonima stazione, sulla ferrovia Saint-Gingolph-Saint-Maurice, e da un imbarcadero sul Lago di Ginevra.